# Edgar Allan Poe-díj
Az Edgar Allan Poe-díj (angolul: Edgar Allan Poe Awards, népszerű nevén: Edgars) irodalmi díj az Amerikai Egyesült Államokban, mely Edgar Allan Poe, amerikai költőről kapta nevét. A díjat a "Mystery Writers of America" nevű New York-i szervezet adja át évente a legjobb rejtelmes történetnek, ismertető irodalomnak, színpadi műnek, valamint televíziós és filmes munkáknak. 

## Kategóriák
2003-ban a díjat a következő kategóriákban adták ki:
- Legjobb regény
- Legjobb első-regényes amerikai szerző
- Legjobb kritika / életrajz
- Legjobb valóságos krimi
- Legjobb novella
- Legjobb fiatalkori
- Legjobb ifjúsági regény
- Legjobb teleregény
- Legjobb forgatókönyv
- Legjobb dráma

## Legjobb regények és szerzőik
A legjobb regénynek járó díjat 1954 óta évente adják át. Zárójelben a regény magyar címe található.
- Megjegyzések:
  - Michael Crichton író Jeffery Hudson álnéven írt regényért kapta a díjat.

| Év   | Cím                                                              | Szerző                    |
| ---- | ---------------------------------------------------------------- | ------------------------- |
| 1954 | Beat Not the Bones                                               | Charlotte Jay             |
| 1955 | The Long Goodbye (Elkéstél, Terry!)                              | Raymond Chandler          |
| 1956 | Beast in View                                                    | Margaret Millar           |
| 1957 | A Dram of Poison                                                 | Charlotte Armstrong       |
| 1958 | Room to Swing                                                    | Ed Lacy                   |
| 1959 | The Eighth Circle                                                | Stanley Ellin             |
| 1960 | The Hours Before Dawn                                            | Celia Fremlin             |
| 1961 | The Progress of a Crime                                          | Julian Symons             |
| 1962 | Gideon's Fire                                                    | J. J. Marric              |
| 1963 | Death and the Joyful Woman                                       | Ellis Peters              |
| 1964 | The Light of Day                                                 | Eric Ambler               |
| 1965 | The Spy Who Came in from the Cold (A kém, aki bejött a hidegről) | John le Carré             |
| 1966 | The Quiller Memorandum                                           | Adam Hall                 |
| 1967 | The King of the Rainy Country                                    | Nicolas Freeling          |
| 1968 | God Save the Mark                                                | Donald E. Westlake        |
| 1969 | A Case of Need                                                   | Jeffery Hudson            |
| 1970 | Forfeit                                                          | Dick Francis              |
| 1971 | The Laughing Policeman (A nevető rendőr)                         | Maj Sjöwall és Per Wahlöö |
| 1972 | The Day of the Jackal (A Sakál napja)                            | Frederick Forsyth         |
| 1973 | The Lingala Code                                                 | Warren Kiefer             |
| 1974 | Dance Hall of the Dead                                           | Tony Hillerman            |
| 1975 | Peter's Pence                                                    | Jon Cleary                |
| 1976 | Hopscotch                                                        | Brian Garfield            |
| 1977 | Promised Land                                                    | Robert B. Parker          |
| 1978 | Catch Me: Kill Me                                                | William H. Hallahan       |
| 1979 | Eye of the Needle (A tű foka)                                    | Ken Follett               |
| 1980 | The Rheingold Route                                              | Arthur Maling             |
| 1981 | Whip Hand                                                        | Dick Francis              |
| 1982 | Peregrine                                                        | William Bayer             |
| 1983 | Billingsgate Shoal                                               | Rick Boyer                |
| 1984 | La Brava                                                         | Elmore Leonard            |
| 1985 | Briar Patch                                                      | Ross Thomas               |
| 1986 | The Suspect                                                      | L. R. Wright              |
| 1987 | A Dark-Adapted Eye                                               | Barbara Vine              |
| 1988 | Old Bones                                                        | Aaron Elkins              |
| 1989 | A Cold Red Sunrise                                               | Stuart M. Kaminsky        |
| 1990 | Black Cherry Blues                                               | James Lee Burke           |
| 1991 | New Orleans Mourning                                             | Julie Smith               |
| 1992 | A Dance at the Slaughterhouse (Tánc a mészárszéken)              | Lawrence Block            |
| 1993 | Bootlegger's Daughter                                            | Margaret Maron            |
| 1994 | The Sculptress (A Testszobrász)                                  | Minette Walters           |
| 1995 | The Red Scream                                                   | Mary Willis Walker        |
| 1996 | Come to Grief                                                    | Dick Francis              |
| 1997 | The Chatham School Affair                                        | Thomas H. Cook            |
| 1998 | Cimarron Rose                                                    | James Lee Burke           |
| 1999 | Mr. White's Confession                                           | Robert Clark              |
| 2000 | Bones                                                            | Jan Burke                 |
| 2001 | The Bottoms                                                      | Joe R. Lansdale           |
| 2002 | Silent Joe                                                       | T. Jefferson Parker       |
| 2003 | Winter and Night                                                 | S. J. Rozan               |
| 2004 | Resurrection Men                                                 | Ian Rankin                |
| 2005 | California Girl                                                  | T. Jefferson Parker       |
| 2006 | Citizen Vince                                                    | Jess Walter               |
| 2007 | The Janissary Tree                                               | Jason Goodwin             |
| 2008 | Down River                                                       | John Hart                 |
| 2009 | Blue Heaven                                                      | C. J. Box                 |
| 2010 | The Last Child                                                   | John Hart                 |
| 2011 | The Lock Artist                                                  | Steve Hamilton            |
| 2012 | Gone                                                             | Mo Hayder                 |
| 2013 | Live by Night (Az éjszaka törvénye)                              | Dennis Lehane             |
| 2014 | Ordinary Grace                                                   | William Kent Krueger      |
| 2015 | Mr. Mercedes (Mr. Mercedes)                                      | Stephen King              |
| 2016 | Let Me Die in His Footsteps                                      | Lori Roy                  |
| 2017 | Before the Fall                                                  | Noah Hawley               |
| 2018 | Bluebird, Bluebird                                               | Attica Locke              |
| 2019 | Down the River Unto the Sea                                      | Walter Mosley             |
| 2020 | The Stranger Diaries                                             | Elly Griffiths            |
| 2021 | Djinn Patrol on the Purple Line                                  | Deepa Anappara            |